# ماونت اولیو، شهرستان کوسا، آلاباما
ماونت اولیو، شهرستان کوسا (به انگلیسی: Mount Olive) یک منطقهٔ مسکونی در ایالات متحده آمریکا است که در شهرستان کوسا، آلاباما واقع شده‌است. ماونت اولیو شهرستان کوسا ۳۷۱ نفر جمعیت دارد و ۲۵۰٫۸۵ متر بالاتر از سطح دریا واقع شده‌است.